# Armée japonaise de Taïwan
L'armée japonaise de Taïwan (台湾軍, Taiwan gun) est une composante de l'armée impériale japonaise formant la garnison de Taïwan sous domination japonaise.

## Histoire
À la fin de la première guerre sino-japonaise, le traité de Shimonoseki transfère le contrôle de Taïwan de la Chine à l'empire du Japon. Le gouvernement japonais établi un gouvernorat-général de Taïwan basé à Taipei et le gouverneur-général de Taïwan reçoit le 20 août 1919 le contrôle des forces militaires locales qui forment le noyau de l'armée japonaise de Taïwan.
Étant principalement une force de garnison, l'armée japonaise de Taïwan est placée sous le contrôle de l'armée expéditionnaire japonaise de Shanghai au début de la seconde guerre sino-japonaise en 1937. Une unité de l'armée de Taïwan, la brigade combinée indépendante de Taïwan, participe à de nombreuses campagnes en Chine et est plus tard transformée en 48e division.
Dans les derniers mois de la Seconde Guerre mondiale, à la vue de la situation désespérée du Japon, l'armée de Taïwan est fusionnée avec plusieurs autres unités de garnison de l'île contre une possible invasion américaine, et l'armée de Taïwan et absorbée dans la nouvelle 10e armée régionale le 22 septembre 1944 dans laquelle elle constitue l'armée du district de Taïwan le 1er février 1945, mais elle reste sous le commandement direct de la 10e armée régionale.

## Commandement

### Commandants
|    | Nom                                 | De                | À                 |
| -- | ----------------------------------- | ----------------- | ----------------- |
| 1  | Général Akashi Jiro                 | 20 août 1919      | 26 octobre 1919   |
| 2  | Général Shiba Gorō                  | 1er décembre 1919 | 4 mai 1921        |
| 3  | Lieutenant-général Fukuda Heitaro   | 4 mai 1921        | 6 août 1923       |
| 4  | Général Suzuki Soroku               | 6 août 1923       | 20 août 1924      |
| 5  | Lieutenant-général Kanno Takaichi   | 20 août 1924      | 28 juillet 1926   |
| 6  | Lieutenant-général Tanaka Kunishige | 28 juillet 1926   | 10 août 1928      |
| 7  | Général Takashi Hishikari           | 10 août 1928      | 3 juin 1930       |
| 8  | Général Jōtarō Watanabe             | 3 juin 1930       | 1er août 1931     |
| 9  | Lieutenant-général Saburo Hayashi   | 1er août 1931     | 9 janvier 1932    |
| 10 | Général Nobuyuki Abe                | 9 janvier 1932    | 1er août 1933     |
| 11 | Général Iwane Matsui                | 1er août 1933     | 1er août 1934     |
| 12 | Maréchal Hisaichi Terauchi          | 1er août 1934     | 2 décembre 1935   |
| 13 | Lieutenant-général Heisuke Yanagawa | 2 décembre 1935   | 1er août 1936     |
| 14 | Maréchal Shunroku Hata              | 1er août 1936     | 2 août 1937       |
| 15 | Lieutenant-général Mikio Tsutsumi   | 2 août 1937       | 8 septembre 1938  |
| 16 | Lieutenant-général Tomou Kodama     | 8 septembre 1938  | 1er décembre 1939 |
| 17 | Lieutenant-général Mitsuru Ushijima | 1er décembre 1939 | 2 décembre 1940   |
| 18 | Lieutenant-général Masaharu Homma   | 2 décembre 1940   | 6 novembre 1941   |
| 19 | Général Rikichi Andō                | 6 novembre 1941   | 17 septembre 1945 |

### Chef d'État-major
|    | Nom                                 | De              | À                 |
| -- | ----------------------------------- | --------------- | ----------------- |
| 1  | Major-général Koichiro Soda         | 20 août 1919    | 25 février 1921   |
| 2  | Major-général Kojiro Satoi          | 25 février 1921 | 4 février 1924    |
| 3  | Major-général Kinzo Watanabe        | 4 février 1924  | 26 juillet 1927   |
| 4  | Major-général Nenosuke Sato         | 26 juillet 1927 | 24 avril 1930     |
| 5  | Major-général Takeshi Kosugi        | 24 avril 1930   | 11 avril 1932     |
| 6  | Major-général Yoshishige Shimizu    | 11 avril 1932   | 18 mars 1933      |
| 7  | Major-général Kennosuke Otsuka      | 18 mars 1933    | 22 janvier 1934   |
| 8  | Major-général Sumei Kuwaki          | 22 janvier 1934 | 1er août 1935     |
| 9  | Lieutenant-général Ryuhei Ogisu     | 1er août 1935   | 1er mars 1937     |
| 10 | Major-général Masataka Hata         | 1er mars 1937   | 19 février 1938   |
| 11 | Lieutenant-général Hisakazu Tanaka  | 19 février 1938 | 8 septembre 1938  |
| 12 | Major-général Kazuo Otsu            | 15 octobre 1938 | 9 mars 1940       |
| 13 | Lieutenant-général Mikio Uemura     | 9 mars 1940     | 1er mars 1941     |
| 14 | Lieutenant-général Takaji Wachi     | 1er mars 1941   | 20 février 1942   |
| 15 | Lieutenant-général Shichiro Higuchi | 20 février 1942 | 29 octobre 1943   |
| 16 | Lieutenant-général Shinpachi Kondo  | 29 octobre 1943 | 8 juillet 1944    |
| 17 | Lieutenant-général Haruki Isayama   | 8 juillet 1944  | 17 septembre 1945 |